# HD 193094
HD 193094，又名BD+28 3695，SAO 88473、HR 7760，是一颗恒星，视星等为6.22，位于銀經68.43，銀緯-3.62，其B1900.0坐标为赤經20h 13m 25.7s，赤緯+28° -3.62′ 12″。